# اسلام‌آباد (چهارگنبد)
اسلام‌آباد روستایی در دهستان چهارگنبد بخش بلورد شهرستان سیرجان استان کرمان ایران است.روستایی سردسیر و خوش آب وهوا فاصله از مرکز روستا تا شهرستان سیرجان ۸۵ کیلومتر میباشد. زادگاه بزرگان طایفه بچاقچی تیره خرسلو می‌باشد.
نام این روستا قبل از انقلاب شاه‌آباد بود که پس از انقلاب به اسلام‌آباد تغییر پیداکرد. قبل از انقلاب اداره روستا به صورت خان و رعیتی بوده، خان‌های این روستا از خاندان اسدی پور و از نوادگان عوض‌آقاخان اسدی‌پور بودند که امروزه هم از پزشکان  و اساتید مشهور هستند. از مشاهیر این روستا می‌توان به اسدآقا اسدی‌پور اولین رییس شورای روستای چهارگنبد؛ شاعر و نویسنده معاصر اشاره نمود. گردوی این روستا شهرت جهانی دارد. قدمت این روستا به استناد کتب خطی به قبل از میلاد مسیح می‌رسد. این روستا در فاصله ۸ کیلومتری معدن تخت گنبد واقع شده که به زودی بااحداث و توسعه معدن این روستای گردشگری رو به نابودی است. جاذبه گردشگری این روستا تپه قلعه (تل قلعه) می‌باشد که مربوط به دوره ساسانیان و دوران‌های تاریخی پس از اسلام است که به تازگی مقدار زیادی اشیاء گران‌بها از آن به سرقت رفت.

## جمعیت
بر پایه سرشماری عمومی نفوس و مسکن در سال ۱۳۹۵ جمعیت این مکان ۱۴۳ نفر (۴۷ خانوار) بوده‌است.